# Сайтама (префектура)
Сайтама (на японски: 埼玉県, по английската Система на Хепбърн Saitama-ken, Сайтама-кен) е една от 47-те префектури на Япония, намира се в централната част от страната на остров Хоншу. Сайтама е с население от 6 938 006 жители (5-а по население към 1 октомври 2000 г.) и има обща площ от 3797 км² (39-а по площ). Едноименният град е административен център на префектурата. В префектура Сатама са разположени 40 града.